# オステール (チェルニーヒウ州)

オステール（ウクライナ語: Остер）はウクライナ・チェルニーヒウ州コゼレーツィ地区(en)の市（Місто）である。
デスナ川の左岸、オステール川(ru)とデスナ川が合流する地点に位置し、コゼレーツィから16km、チェルニーヒウから70km、キエフから74kmの距離にある。年代記に拠る建設年は1098年。

## 姉妹都市
- カナシュ(ru)（ロシア）